# 리틀 시스터 (1992년 영화)
《리틀 시스터》(영어: Little Sister)는 미국에서 제작된 지미 자일링거 감독의 1992년 코미디 영화이다. 조너선 실버먼, 얼리사 밀라노 등이 출연하였고, 제프리 R. 뉴먼 등이 제작에 참여하였다. 영국에서는 미스터 시스터(Mister Sister)라는 제목으로 개봉되었다.

## 출연진
- 조너선 실버먼
- 얼리사 밀라노
- 조지 뉴번
- 미셸 매시슨
- 레일라니 서렐
- 크리스틴 힐리
- 티아 커레어
- 윌리엄 프랭크파더
- 마이클 베리먼

## 제작
영화 촬영은 1991년 1월에 완료되었다.

## 기타 제작진
- 라인 제작: 낸시 펄로이언
- 공동 제작: 마틴 와일리
- 배역: 메리 마지오타
- 미술: 존 게리 스틸
- 의상: 테리 드레스바크